# 中华人民共和国国际刑事司法协助法
《中华人民共和国国际刑事司法协助法》是一部中华人民共和国法律，该法律于2018年10月26日在第十三届全国人民代表大会常务委员会通过，并于2018年10月26日起施行。

## 立法缘由
《中华人民共和国国际刑事司法协助法》的第一条是“为了保障国际刑事司法协助的正常进行，加强刑事司法领域的国际合作，有效惩治犯罪，保护个人和组织的合法权益，维护国家利益和社会秩序，制定本法。”

## 实施
《中华人民共和国国际刑事司法协助法》的最后一条是“本法自公布之日起施行。”